# Viévy
Viévy és un municipi francès, situat al departament de la Costa d'Or i a la regió de Borgonya - Franc Comtat. L'any 2007 tenia 364 habitants.

## Demografia

### Població
El 2007 la població de fet de Viévy era de 364 persones. Hi havia 159 famílies, de les quals 63 eren unipersonals (38 homes vivint sols i 25 dones vivint soles), 50 parelles sense fills, 42 parelles amb fills i 4 famílies monoparentals amb fills.
La població ha evolucionat segons el següent gràfic:
Habitants censats

### Habitatges
El 2007 hi havia 290 habitatges, 170 eren l'habitatge principal de la família, 70 eren segones residències i 50 estaven desocupats. 285 eren cases i 6 eren apartaments. Dels 170 habitatges principals, 158 estaven ocupats pels seus propietaris, 11 estaven llogats i ocupats pels llogaters i 2 estaven cedits a títol gratuït; 6 tenien una cambra, 12 en tenien dues, 33 en tenien tres, 44 en tenien quatre i 76 en tenien cinc o més. 120 habitatges disposaven pel capbaix d'una plaça de pàrquing. A 79 habitatges hi havia un automòbil i a 76 n'hi havia dos o més.

### Piràmide de població
La piràmide de població per edats i sexe el 2009 era:
| Homes | Edats   | Dones |
| ----- | ------- | ----- |
| 0     | 95 o +  | 0     |
| 0     | 90 a 94 | 4     |
| 0     | 85 a 89 | 4     |
| 4     | 80 a 84 | 8     |
| 4     | 75 a 79 | 28    |
| 16    | 70 a 74 | 12    |
| 20    | 65 a 69 | 8     |
| 16    | 60 a 64 | 8     |
| 16    | 55 a 59 | 4     |
| 8     | 50 a 54 | 12    |
| 8     | 45 a 49 | 16    |
| 20    | 40 a 44 | 4     |
| 4     | 35 a 39 | 20    |
| 0     | 30 a 34 | 4     |
| 4     | 25 a 29 | 4     |
| 12    | 20 a 24 | 4     |
| 8     | 15 a 19 | 16    |
| 8     | 10 a 14 | 20    |
| 8     | 5 a 9   | 4     |
| 4     | 0 a 4   | 4     |

## Economia
El 2007 la població en edat de treballar era de 210 persones, 159 eren actives i 51 eren inactives. De les 159 persones actives 149 estaven ocupades (83 homes i 66 dones) i 9 estaven aturades (4 homes i 5 dones). De les 51 persones inactives 25 estaven jubilades, 9 estaven estudiant i 17 estaven classificades com a «altres inactius».

### Ingressos
El 2009 a Viévy hi havia 165 unitats fiscals que integraven 352 persones, la mediana anual d'ingressos fiscals per persona era de 14.880,5 €.

### Activitats econòmiques
Dels 19 establiments que hi havia el 2007, 2 eren d'empreses de fabricació d'altres productes industrials, 5 d'empreses de construcció, 5 d'empreses de comerç i reparació d'automòbils, 1 d'una empresa d'informació i comunicació, 4 d'empreses de serveis i 2 d'entitats de l'administració pública.
Dels 5 establiments de servei als particulars que hi havia el 2009, 1 era un paleta, 2 guixaires pintors, 1 fusteria i 1 electricista.
Dels 2 establiments comercials que hi havia el 2009, 1 era un supermercat i 1 una botiga de mobles.
L'any 2000 a Viévy hi havia 34 explotacions agrícoles que ocupaven un total de 2.904 hectàrees.

## Equipaments sanitaris i escolars
El 2009 hi havia una escola elemental integrada dins d'un grup escolar amb les comunes properes formant una escola dispersa.

## Poblacions més properes
El següent diagrama mostra les poblacions més properes.